# Kosterfjorden

Kosterfjorden är den öppna havsyta som ligger mellan fastlandskustens yttersta skärgård och Kosteröarna och skärgården söder om Sydkoster. Mot norr övergår Kosterfjorden i Säcken och i söder i Väderöfjorden. I väster finns det öppna Skagerrak. Kosterfjorden är en del av Norra Bohusläns kustvatten.
Genom Kosterfjorden går en djupränna, som i söder fortsätter genom Väderöfjorden och som i norr står i förbindelse med Norska rännan.
I djuprännan fiskas räkor (nordhavsräkor, Pandalus borealis) med trål och på de grundare lerslätternas fiskas havskräftor (Nephrops norvegicus) med burar.
Kosterfjorden utgör en del av Sveriges första marina nationalpark, Kosterhavets nationalpark.